# De son appartement
Pour plus de détails, voir Fiche technique et Distribution.
De son appartement est un documentaire français réalisé par Jean-Claude Rousseau et sorti en 2010.

## Fiche technique
- Titre : De son appartement
- Réalisation : Jean-Claude Rousseau
- Photographie : Jean-Claude Rousseau
- Son : Jean-Claude Rousseau
- Montage : Jean-Claude Rousseau
- Production : Pointligneplan
- Distribution : Capricci Films
- Pays de production :  France
- Genre : documentaire
- Durée : 70 minutes
- Date de sortie : France - 1er décembre 2010

## Distinction
- 2007 : FIDMarseille - Grand prix de la compétition internationale[1] (jury présidé par Apichatpong Weerasethakul)